# المالكية (البحرين)
المالكية قرية في البحرين تقع في المحافظة الشمالية في المنطقة الغربية ويطل عليها البحر من جهة الغرب ومدينة حمد من جهة الشرق وكرزكان من جهة الشمال وصدد من جهة الجنوب.
وتعتبر المالكية قرية شيعية يستوطنها نحو 6000 نسمة، تغلب على القرية صفة التآخي، فتجد الكل يعرف الآخر،
عمل معظم سكان القرية قبل اكتشاف النفط في الزراعة.. حيث كانت بالقرية العديد من المزارع التي قام الأهالي بالزراعة بها مثل الناصرية.. دالية الحسين.. بكوس.. الصيادية.. مزرعة الملاح كما زاول عدد كبير من أهالي القرية مهنة الصيد في البحر وشارك بعضهم في الغوص، فقد كانوا يصنعون من الفرت (جمع فرته) وهي عبارة عن قارب يصنع من الخشب وجريد النخل وكرب النخل... ليدخلوا بها البحر.. وكانت أول جالبوت هي جالبوت العودة لعائلة السادة برئاسة عميدهم السيد هاشم فقد كانت جالبوت كبيرة جدا يبلغ طولها 40 قدما، وعرضها 25 قدما وكان النوخذا بها هو الحاج ابراهين بن حسين بوحميد...
وقد اشتركت هذه الجالبوت في الغوص وصيد السمك ونقل الناسوكان لها دور كبير في عمليات الإنقاذ والنقل سنة الطبعة (حسب ما رواه لنا البحار) الحاج فرحان كاظم أبو حميد (كما عمل العديد من أهالي القرية لدى شيوخ العائلة الحاكمة، في الزراعة والبناء والمنازل وكانت لهم عند شيوخهم منزلة كبيرة من الود والاحترام والمشورة. وبعد اكتشاف النفط انتقل بعض سكان القرية للعمل في شركة نفط البحرين بابكو / ثم التدريس والعمل في الوزارات الحكومية والشركات، واتجه البعض منهم إلى تكوين الشركات العائلية التي ساهمت في تنمية الاقتصاد الوطني والتنمية الاجتماعية.
ومنذ ذلك التاريخ فقد تولع كثير من سكان القرية بالبحر وتمسكوا بالمهنة التي ورثوها أبا عن جدا ولا يزالون يعملون بالبحر حتى الآن.

## مزار الأمير زيد بن صوحان
تشتهر القرية بمسجد الأمير زيد بن صوحان الذي به قبر زيد بن صوحان أحد الصحابة الذين أسلموا في عهد الرسول (ص).
تشتهر أيضا بمسجد الشيخ مرشد حيث يقع هذا المسجد بالجهة الشرقية من القرية، وهذا المقام مرمم منذ فترة طويلة جدا حسب ما أكده لنا القيم القائم على خدمة المقام والأذان فيه، هذا وأن شكل القبر مغاير عن القبور الأخرى المنتشرة في البلاد سواء من حيث حجمه أو شكله، وغرفة القبر قديمة جدا وهي مبنية من أحجار البحر والطين على نمط البناء القديم.

## وصلات خارجية
- بوابة المالكية اون لاين الكترونية